# 后扣带皮层
后扣带皮层（英文：Posterior cingulate cortex）是大脑扣带皮层的尾部，位于前扣带皮层之后。后扣带皮层属于边缘叶的上部，位于布罗德曼分区系统第23、29、30、31分区（其中第29、30分区为压后皮层）。后扣带皮层是预设模式网络中的一个中心结，能与脑部不同网络同时进行信息交流，参与各种脑部功能。许多人体麻醉状态及植物状态（昏迷）研究显示，后扣带皮层与楔前叶可能是人类意识的神经基质。

## 结构
后扣带皮层位于布罗德曼第23、29、30、31分区，但其中第29、30分区的压后皮层在功能上常被认为是不同区域。后扣带皮层位于前扣带皮层后方，与压后皮层、楔前叶（后扣带皮层的后上方）共同构成了后内侧皮层（posteromedial cortex）的一部分。
后扣带皮层属于旁边缘皮层的一部分，其皮层结构少于6层。后扣带皮层中的细胞架构不完全一致，前部和背部区域的架构和功能有所不同。

## 功能
后扣带皮层与许多脑部结构均有连接，是脑部代谢最旺盛、血液流动最快速的区域之一，超过人脑各区域平均水平的40%，但对其一些功能并未有研究共识。
在脑部损伤研究中，后扣带皮层被发现与空间记忆、形态学习（configural learning）等有关。此外，在人体成功调取自我记忆（譬如有关家人和朋友的记忆）时，后扣带皮层区十分活跃，但如果调取不成功，则该区域不活跃。由于后扣带皮层与情感的显化联系紧密，故有假设认为，在脑部成功调取自我记忆时，相关记忆中的情感因素是后扣带皮层区高度活跃的原因之一。
后扣带皮层与众多内部控制网络（intrinsic control networks）相连接，是预设模式网络的中心结。该网络在注意力不集中（内转）的时候较为活跃（譬如回忆情节记忆、自我规划、作白日梦等），相反在注意力集中在外部的时候该网络受到抑制（譬如工作记忆、冥想）。

## 临床
后扣带皮层的结构或功能性异常可能与一系列神经性和精神性疾病有关，包括老年痴呆、自闭症、多动症、重度抑郁、创伤性脑损伤、焦虑症等。